# Hualaihué Airport
Hualaihué Airport är en flygplats i Chile.   Den ligger i provinsen Provincia de Palena och regionen Región de Los Lagos, i den södra delen av landet, 1 000 km söder om huvudstaden Santiago de Chile. Hualaihué Airport ligger 14 meter över havet.
Terrängen runt Hualaihué Airport är varierad. Havet är nära Hualaihué Airport söderut. Trakten är glest befolkad. 